# 能源危機
能源危機是指因为能源供应短缺或是价格上涨而影响经济，通常涉及到石油，电力或其他自然资源的短缺。能源危机通常会使得经济休克。很多突如其来的经济衰退通常就是由能源危机引起的。事实上，电力的生产价格的上涨导致生产成本的增加。汽车或其他交通工具所使用的石油产品价格的上涨降低了消费者的信心和增加了他们的开销。

## 危机起因
市场经济的能源价格受供求关系的影响，而供求关系中的供或求的变化都可以导致能源价格的突然变化。
虽然一些能源危机是由于市场应对短缺的价格调节产生。但是在有些情况下，危机可能是市场的流通不畅而导致。

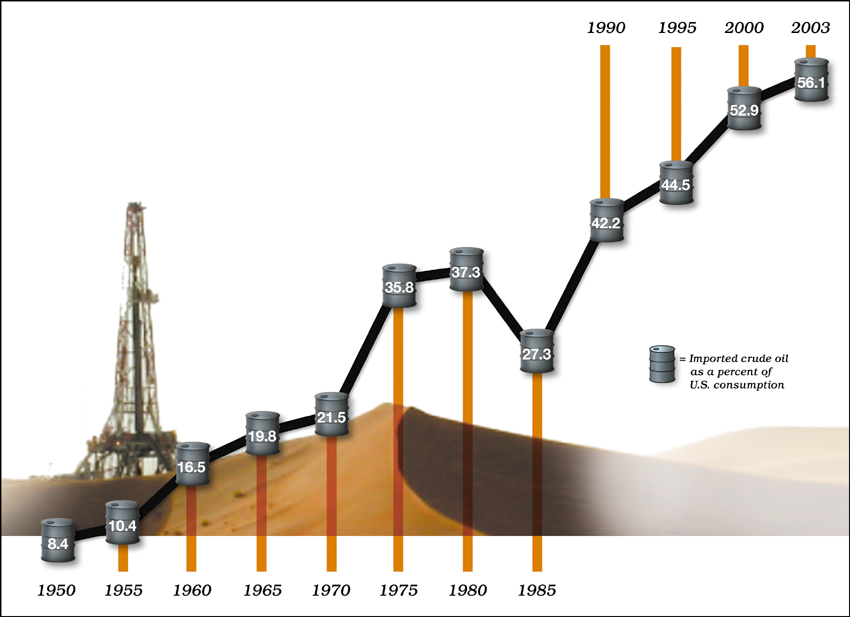
美國1950—2003的石油進口量趨勢

布蘭特油價趨勢（至2011）

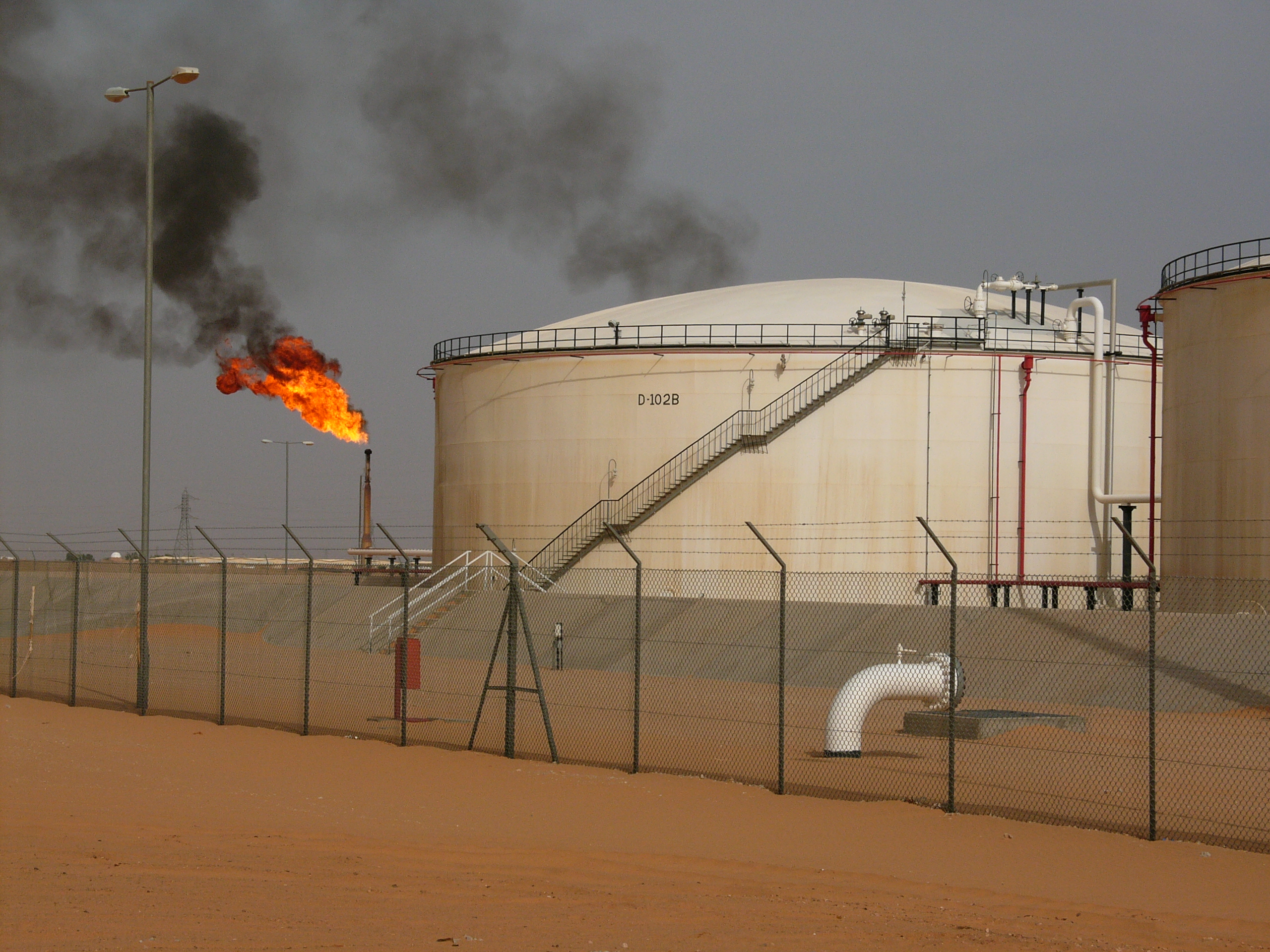
利比亞一座石油廠

### 石油供应
石油的供應大致上由一些擁有大量容易抽取的石油儲藏的國家所控制，包括委内瑞拉、沙特阿拉伯、加拿大、伊朗、伊拉克、俄羅斯、科威特、阿拉伯联合酋长国、利比亚和美國等。
主要的產油國成立了石油输出国组织，控制了全球石油出口的大部分产量，对世界油价具有强大的“杠杆”作用。油價亦容易因與產油國相關的戰爭或制裁而產生波動。如在1973年第四次中東戰爭中，為了報復美國支持以色列，阿拉伯石油輸出國家組織、石油輸出國組織裡的阿拉伯國家降低石油生產量，並對美國等數個西方國家實施石油禁運，使禁運期間原油價格由每桶3美元升至近12美元，對全球政治和全球經濟產生了許多短期和長期影響。
2020年第一季度，由於石油需求低迷且過度生產，美国石油价格跌至负值，储油空间预计在2020年5月底耗尽。

### 煤炭产量
中国的煤炭产量预计将在2027年达到峰值，其峰值产量为51亿吨。

### 需求上漲
在1994年至2006年間，世界對石油的需求平均每年上漲1.76%，對石油需求的上漲，可能與人口增長，與中國、印度等開發中國家對石油的需求提高等有關。需求上漲亦為油價於2003年到2008年大幅上漲的原因之一，原油價格從2003年每桶25美元上漲至2005年每桶60美元，至2008年達到每桶147美元
在1995年至2015年，美國對原油的消耗從每日1770萬桶上升至2070萬桶，在中國，原油的消耗從每日340萬桶上升至每日700萬桶。

## 历史上的能源危机
- 1970年代能源危机：
  - 第一次石油危机（1973年能源危机）：原因為石油输出的阿拉伯国家不满西方国家在第四次中东战争中支持以色列而采取石油禁运。
  - 第二次石油危机（1979年能源危机）：原因為伊朗伊斯兰革命和两伊战争的爆发。
- 第三次石油危机（1990年石油价格暴涨）：原因為海湾战争爆发。
- 2003年石油价格上涨（英语：World oil market chronology from 2003）：原因為投機炒作及美元貶值。
- 2000年代能源危机（英语：2000s energy crisis）
- 2000年代大宗商品熱潮（英语：2000s commodities boom）
- 2004年阿根廷天然氣短缺（英语：2004 Argentine energy crisis）
- 2021年—2022年全球能源危机
- 2022年俄羅斯入侵烏克蘭

## 未来可替代的能源
目前主要的替代能源有：核能、水力发电、太阳能、风能、生物能、潮汐能和地熱能等。但是迄今为止只有核能、水力发电、太阳能、风能有明顯的功效。

## 关联条目
- 页岩油
- 哈伯特顶点